# Sansevieria senegambica
Espèce
Classification APG III (2009)
Sansevieria senegambica, également appelée Dracaena senegambica, est une espèce de plantes de la famille des Liliaceae et du genre Sansevieria.

## Description

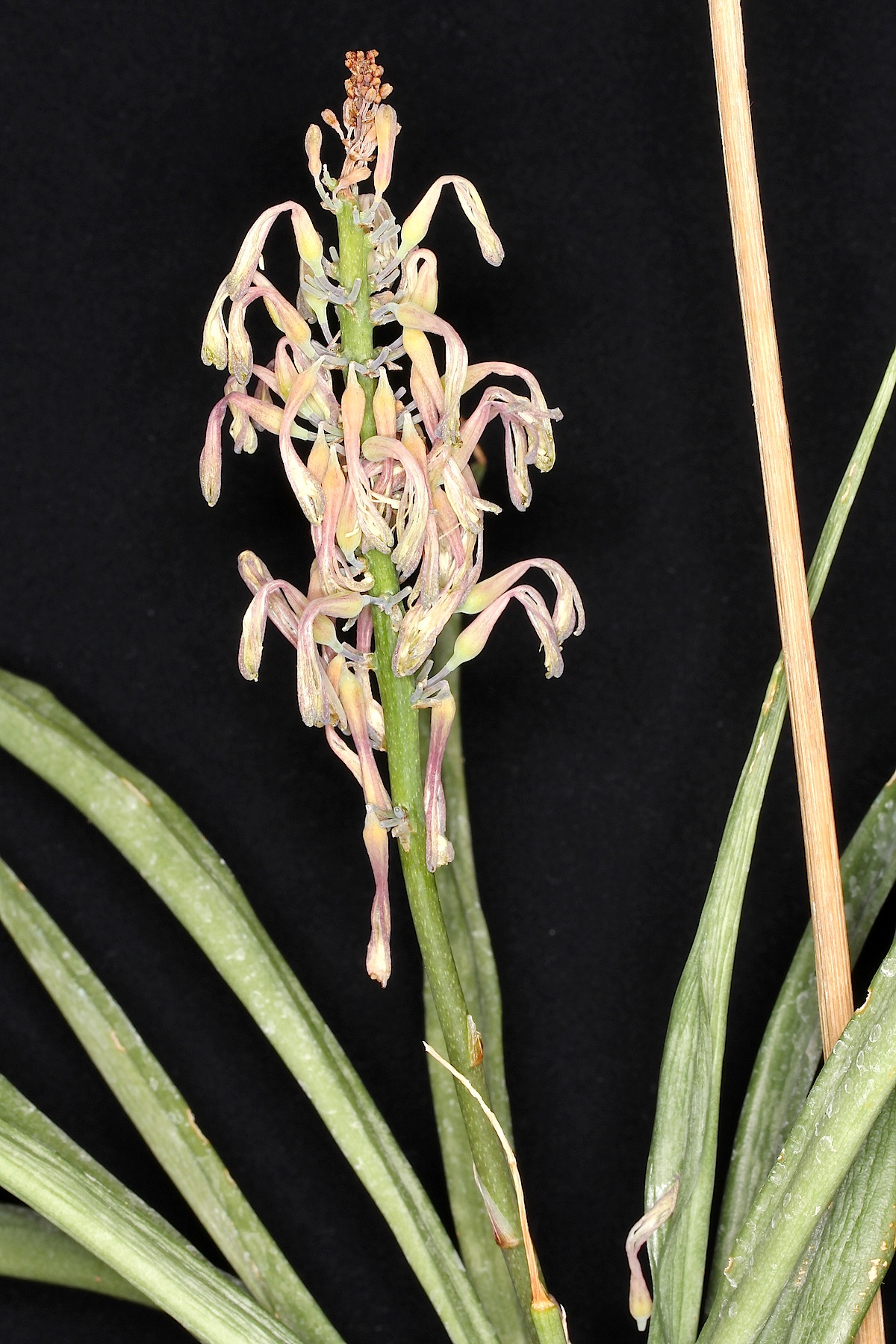
Inflorescence de Sansevieria senegambica.

Plante succulente, Sansevieria senegambica est une espèce de sansevières à larges et longues (30 à 70 cm) feuilles de couleur vert-clair à jaune, plates (sans sillon central ou repliement marqués) et lisses.
Elle a été identifiée comme espèce à part entière en 1875 par le botaniste britannique John Gilbert Baker.

## Distribution et habitat
L'espèce est originaire d'Afrique occidentale, présente au Sénégal et en Gambie (ces deux pays, formant la région de la Sénégambie, lui donnant son nom) ainsi qu'au Burkina Faso, Mali, Mauritanie, Guinée, Guinée-Bissau, Sierra-Leone et Côte d'Ivoire. Elle a part ailleurs été introduite au Gabon et sur l'île d'Hawaï.

## Synonymes et cultivars
L'espèce porte différents noms synonymes :
- Acyntha senegambica (Baker ex Kuntze, 1891)
- Sansevieria cornui (Gérôme & Labroy, 1903)